# 김근수 (1958년)
김근수(金根秀, 1958년 1월 18일 ~ )는 제4대 신용정보협회 회장을 맡고 있는 대한민국의 금융인이다.
서울대학교 경영학과 3학년 재학중 제23회 행정고시에 합격하고 해군장교로 복무한 이후 재무부에서 공직생활을 시작하여 대통령비서실, 
국무총리실, 기획경제부 등에서 30여년간 재정·금융분야에서 근무하였으며, 마지막 공직으로 2012여수세계박람회 조직위원회 사무총장(부위원장)으로 3년간  재직하면서 올림픽·월드컵과 더불어 3대 세계축제중 하나인 세계박람회를 성공적으로 준비·개최·정산하는 작업을 총괄한 바 있다. 이후 신용카드회사, 리스할부금융회사, 신기술금융회사를 회원으로 두고 있는 여신금융협회 회장을 지냈으며 법무법인태평양 고문을 거쳐서 2018년 10월부터 신용조회업, 채권추심업, 마이데이타산업을 관장하는 신용정보협회 회장으로 근무하고 있다.

## 경력
- 2018.10~현재 제4대 신용정보협회 회장
- 2016.10~20218.9 법무법인태평양 고문
- 2013.7~2015.6 서울대학교 행정대학원 겸임교수
- 2013.6~2016.5     제10대 여신금융협회 회장
- 2010.5~2013.1 2012여수세계박람회조직위원회 사무총장(부위원장,차관급)
- 2009.1~2010.4 대통령직속 국가브랜드위원회 사업단장(1급)
- 2008~2009 기획재정부 국고국장
- 2007~2008 국무총리실 재경금융심의관
- 2006~2007 재정경제부 규제혁신심의관
- 2005~2006 전국경제인연합회 파견(국장급)
- 2004~2005 재정경제부 국제금융국 외환제도과장(부이사관)
- 2002~2004 대통령비서실 정책기획비서관실 및 경제보좌관실 선임행정관(부이사관)
- 1999~2002 UNIDO(유엔산업개발기구,오스트리아 비엔나)
- 1985~1999 재무부ㆍ재정경제원 국고국,증권국,금융국,금융정책실
- 1982~1985 해군복무(중위예편)
- 1979        제23회 행정고시합격

## 학력
- 2016.2    서울시립대학교 경제학박사
- 1998.6    영국 맨체스터대학교 대학원 경제학석사
- 1988.2    서울대학교 행정대학원 행정학석사
- 1981.2    서울대학교 경영학학사
- 1976.2    경동고등학교 졸업
- 1958.1    서울 출생

## 상훈
- 2013.1 은탑산업훈장
- 2012.10 여수명예시민증
- 2010.12 대통령표창